# (422) Berolina
(422) Berolina es un asteroide que forma parte del cinturón de asteroides y fue descubierto el 8 de octubre de 1896 por Carl Gustav Witt desde el observatorio Urania de Berlín, Alemania.

## Designación y nombre
Berolina fue designado al principio como 1896 DA.
Más tarde se nombró por la forma en latín de Berlín, una ciudad de Alemania y lugar del descubrimiento.

## Características orbitales
Berolina está situado a una distancia media de 2,228 ua del Sol, pudiendo acercarse hasta 1,749 ua y alejarse hasta 2,707 ua. Tiene una inclinación orbital de 4,999° y una excentricidad de 0,2148. Emplea 1215 días en completar una órbita alrededor del Sol.
Berolina forma parte de la familia asteroidal de Flora.